# John Mather (Künstler)

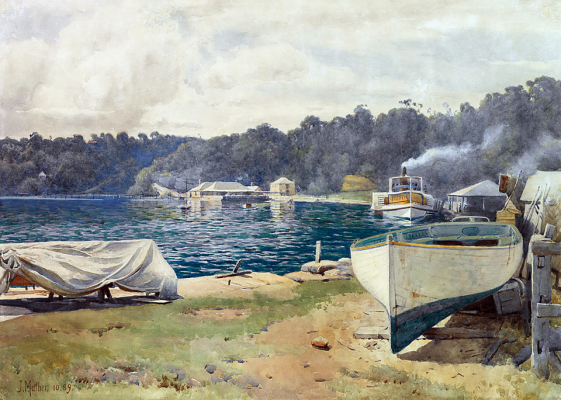
Mosman's Bay (1889) von Mather, das die Fähre von der Stadt zum Künstlercamp zeigt

John Mather (* 1848 in Hamilton; † 18. Februar 1916 in South Yarra) war ein aus Schottland stammender australischer Freilichtmaler und Zeichner.

## Leben und Wirken

### Jugend
Mather wurde geboren in Schottland als Sohn von John Mather, einem Inspektor, und dessen Frau Margaret (geborene Allan). Er studierte Kunst am Royal Glasgow Institute of the Fine Arts und wanderte 1878 nach Australien aus.

### Karriere
Eine Zeit lang verdiente Mather sich seinen Lebensunterhalt als Hausdekorateur und war 1880 teilweise verantwortlich für die Dekoration des Doms des Royal Exhibition Building in Melbourne. Er malte Landschaften an den Wochenenden, sowohl in Öl- wie auch in Aquarellfarben. Nachdem seine Bilder immer beliebter geworden waren, konnte er sich ganz seiner Kunst widmen. Mather wurde bekannt als Lehrer, und viele Aquarellkünstler dieser Zeit waren seine Schüler.
Er stellte bei der Victorian Academy of arts aus und war ein Gründungsmitglied der 1886 gegründeten Australian Artists’ Association. Bei der Vereinigung dieser beiden Gesellschaften zur Victorian Artists' Society nahm er eine führende Rolle in deren Verwaltung ein. Während der nächsten 20 Jahre wurde Mather oft deren Präsident.
1892 wurde er berufen in das Kuratorium der öffentlichen Bücherei, von Museen und der National Gallery of Victoria. Zudem war Mather Mitglied des Felton Erbkomitees von 1905 bis 1916 und unterstützte als Kurator die australische Kunst.
Als Maler war Mather auch aktiv in dem Künstlercamp in Sydney. 1912 bildete er, neben Frederick McCubbin, Max Meldrum und Walter Withers, die Australian Art Association.
Drei von Mathers Gemälden, Autumn in the Fitzroy Gardens in Öl, Morning, Lake Omeo und Wintry Weather, Yarra Glen, beide Aquarell, wurden von der National Gallery of Victoria gekauft.

### Privatleben
1883 heiratete er Jessie Pines Best. Am 18. Februar 1916 starb Mather in seinem Haus in South Yarra an Diabetes. Er wurde auf dem Friedhof in Cheltenham begraben. Mather hinterließ seine Frau, seine beiden Söhne und eine Tochter.